# Zenitverzögerung
Als Zenitverzögerung (engl. zenith delay) wird in der Geodäsie und Astronomie der Einfluss bezeichnet, den die Erdatmosphäre auf Funkwellen (Mikrowellen) ausübt, die genau senkrecht (aus dem örtlichen Zenit) eintreffen. Bei Licht macht die vom Meeresniveau (Geoid) aus über die gesamte Atmosphäre integrierte Refraktion durchschnittlich 240 cm aus, schwankt aber wegen der Großwetterlage um einige Zentimeter.
Bei Mikrowellen bestehen zusätzliche Abweichungen wegen der Luftfeuchtigkeit (Dampfdruck), die Radiowellen stärker als Licht beeinflussen. Daher ist die Zenitverzögerung gleichzeitig ein Maß für den gesamten Wasserdampfinhalt einer vertikalen Luftsäule.
Die Zenitverzögerung ist ein wichtiger Parameter zur Modellierung der Hochatmosphäre, weil der untere Bereich (die Troposphäre) durch terrestrische Messungen relativ genau modelliert werden kann. Seine Größe und zeitliche bzw. örtliche Varianz ist für die Satellitengeodäsie (siehe GPS und GLONASS) und für die Astrometrie (siehe VLBI mit Radioteleskopen) von entscheidender Bedeutung, um die hochpräzisen Messungen auf eine Genauigkeit von Zentimeter bis Millimeter auswerten zu können.